# ISO 3166-2:GL
ISO 3166-2:GL é a entrada para Groenlândia no ISO 3166-2, parte do ISO 3166 padrão publicado pelo Organização Internacional para Padronização (ISO), que define códigos para os nomes das principais subdivisões (ex.:, províncias ou estados) de todos países codificado em ISO 3166-1.
Atualmente, os códigos ISO 3166-2 para a Groenlândia, são definidos para 5 municípios. O Parque Nacional do Nordeste da Groenlândia e a Base aérea de Thule, que não estão incorporados e não fazem parte de qualquer município, não estão listados.
Cada código consiste em duas partes, separadas por um hífen. A primeira parte é GL, o código ISO 3166-1 alfa-2 da Groenlândia. A segunda parte é de duas letras.

## Códigos atuais
Os nomes de subdivisão são listados como na norma ISO 3166-2 publicada pela ISO 3166 Maintenance Agency (ISO 3166/MA).
Os códigos ISO 639-1 são usados para representar nomes de subdivisão na seguinte idioma administrativos:
- (kl): Kalaallisut[2]

Clique no botão no cabeçalho para classificar cada coluna.
| Código | Nome da subdivisão (kl)  |
| ------ | ------------------------ |
| GL-AV  | Avannaata Kommunia       |
| GL-KU  | Kommune Kujalleq         |
| GL-QT  | Kommune Qeqertalik       |
| GL-SM  | Kommuneqarfik Sermersooq |
| GL-QE  | Qeqqata Kommunia         |

## Mudanças
As alterações a seguir na entrada foram anunciadas pela ISO 3166 / MA desde a primeira publicação da ISO 3166-2 em 1998. A ISO parou de emitir boletins informativos em 2013.
| Boletim de Notícias            | Data de emissão | Descrição da mudança no boletim informativo                                              | Código/Mudança subdivisão |
| ------------------------------ | --------------- | ---------------------------------------------------------------------------------------- | --- |
| Newsletter II-2                | 30-06-2010      | Inclusão e atualização da estrutura administrativa e das fontes de lista e código        | Subdivisões adicionadas: GL-KU Kommune Kujalleq GL-QA Qaasuitsup Kommunia GL-QE Qeqqata Kommunia GL-SM Kommuneqarfik Sermersooq |
| Online Browsing Platform (OBP) | 26-11-2018      | Supressão do município GL-QA; Adição do município GL-AV, GL-QT; Atualizar Lista de Fonte | Subdivisão eliminada: GL-QA Qaasuitsup Kommunia Subdivisões adicionadas: GL-AV Avannaata Kommunia GL-QT Kommune Qeqertalik      |